# Wormerland
Wormerland es un municipio neerlandés situado en la provincia de Holanda Septentrional.
En 2016 tiene 15 659 habitantes.
El municipio incluye las siguientes localidades o barrios: Jisp, Neck, Oostknollendam, Spijkerboor, Wijdewormer y Wormer.
Se ubica en la periferia nororiental de Zaanstad.